# Pavetta namatae
Pavetta namatae är en måreväxtart som beskrevs av S.D.Manning. Pavetta namatae ingår i släktet Pavetta och familjen måreväxter. Inga underarter finns listade i Catalogue of Life.